# Sargus iridatus
Espèce
Sargus iridatus est une espèce d'insectes diptères brachycères de la famille des Stratiomyidae.

## Description
Les ailes des adultes sont enfumées et cachent en partie au repos le corps bleu, iridescent, aplati, long de 6 à 12 mm.
Mâle et femelle sont semblables (l'abdomen de la femelle est cependant plus large à l'apex)

## Distribution
Zone paléarctique : Europe, de l'Espagne à la Scandinavie, à la Russie, à l'Ukraine ; Asie du Nord ; Amérique du Nord.

## Biologie
Les adultes, visibles de mai à août, butinent les fleurs ou se reposent sur la végétation bien exposée ; les larves vivent dans des excréments (notamment les bouses de vache).